# Interstate Love Song
Interstate Love Song è un singolo del gruppo musicale statunitense Stone Temple Pilots, pubblicato nel 1994 come terzo estratto dal secondo album in studio Purple.
Il brano è stato composto da Robert DeLeo, con testo scritto da Scott Weiland.

## Video musicale
Il video è stato diretto da Kevin Kerslake.

## Tracce
- CD

1. Interstate Love Song - 3:16
2. Lounge Fly - 5:19
3. Vasoline [Live] - 3:16
4. Interstate Love Song [Live] - 3:20

## Formazione
- Scott Weiland – voce
- Dean DeLeo – chitarra
- Robert DeLeo – basso
- Eric Kretz – batteria

## Classifiche
| Classifica (1994)             | Posizione massima |
| ----------------------------- | ----------------- |
| Australia                     | 50                |
| Canada                        | 20                |
| Nuova Zelanda                 | 47                |
| Regno Unito                   | 53                |
| Stati Uniti (alternative)     | 2                 |
| Stati Uniti (mainstream rock) | 1                 |